# Axelle Maricq
 (février 2012).
Si vous disposez d'ouvrages ou d'articles de référence ou si vous connaissez des sites web de qualité traitant du thème abordé ici, merci de compléter l'article en donnant les références utiles à sa vérifiabilité et en les liant à la section « Notes et références ».
Axelle Maricq est une comédienne belge de théâtre et de télévision, dramaturge, née le 6 septembre 1970.

## Biographie
Formée au Conservatoire royal de Bruxelles (classe d'art dramatique de Pierre Laroche), elle mène pendant vingt ans une grande carrière théâtrale en Belgique et à l'étranger. Elle travaille aussi, depuis 2011, pour la télévision française.
Après avoir écrit et mis en scène un one-woman-show, Une vie c'est une vie (1990), elle crée Le Rêve de ne pas parler, de Jacques Sojcher, et De r'tour d'Eric Clemens. Elle part ensuite en Russie intégrer la troupe du grand metteur en scène Anatoly Vassiliev, avec lequel elle travaillera 3 ans, jouant notamment une adaptation des Dialogues de Platon et On ne sait jamais tout de Luigi Pirandello. Elle effectue ensuite une série de tournées en Italie, où elle crée plusieurs spectacles d'Ulderico Pesce, qui est aujourd'hui directeur du Centro Mediterranneo delle Arti de Rivello. Elle travaille également plusieurs fois avec le grand metteur en scène italien Alessio Bergamo.
De retour en Belgique, elle crée en 1997 avec Jean-François Politzer l'Atelier Corneille, inspiré du T-Act d'André Steiger, dont elle est l'élève : toutes les fonctions (metteur en scène, comédien, dramaturge, scénographe) tournent dans la troupe, avec l'idée de vivre une grande aventure collective qui met en valeur la dimension politique et sociale des textes de Corneille.
Elle joue ensuite dans de nombreux spectacles en Belgique et à l'étranger, comme Le Châtiment sans vengeance de Lope de Vega (2004, Rome), L'Homme assis dans le couloir de Marguerite Duras (2009, Bruxelles), ou Les Corps vivants de Pierre Mertens (2008-2010, Bruxelles, au théâtre Poème de Monique Dorsel).
En 2011 elle intègre le casting de la saison 4 de la série TV à succès, Un village français, créée par Frédéric Krivine, Emmanuel Daucé et Philippe Triboit où elle interprète le rôle de Rita, qui est l'invitée principale de la saison (épisodes réalisés par Philippe Triboit et Patrice Martineau, diffusion sur France 3 au printemps 2012).
Elle écrit en collaboration avec Jacques Sojcher une pièce de théâtre, La Déclaration, qui est lue au Théâtre des Martyrs à Bruxelles en 2012 et créée au Théâtre de la Samaritaine en juin 2013 (Avec Dominique Tack et Axelle Maricq). La pièce est en cours d'édition bilingue franco-italienne.

### Vie personnelle
Ancienne championne de Belgique de natation[réf. souhaitée], elle a pratiqué le trapèze volant avec Jean Palacy. Elle est férue de psychanalyse, notamment lacanienne, et est titulaire d'un Master de Sciences Psychologiques et de l'Education (Université Libre de Bruxelles). Elle épouse Frédéric Krivine le 26 octobre 2012 à Paris XIe. De cette union sont issus des jumeaux, Vladimir et Léon, nés le 15 octobre 2013. [réf. souhaitée].

## Théâtre

### Comédienne
Rôles principaux : 
- 1989 : Une vie c'est une vie, d'Axelle Maricq, Seule en scène, ms Patrick Waleffe.
- 1989 : De R'tour, d'Eric Clemens, ms Yves Bical.
- 1990 : Fées de Toujours, de Chantal Chawaf, Théâtre Poème, ms Monique Dorsel.
- 1990 : Le Prince de ligne, adaptation de Charles-Joseph de Ligne par Monique Dorsel et Georges Sion, Théâtre Poème, ms Gérard Le Fur.
- 1990 : Le Rêve de ne pas parler, de Jacques Sojcher, ms Yves Bical.
- 1990 : Les Couronnes du Roi, Théâtre du Copeau, tournée en Belgique, France et République tchèque. ms Yves Hunstad.
- 1991 : Cinna, de Pierre Corneille, ms André Steiger.
- 1991-1994 : La République, Le Gorgia, Le Criton, d'après les Dialogues de Platon, Théâtre d'art de Moscou, ms Anatoly Vassiliev.
- 1991-1994 : Nouvelles pour une année, On ne sait pas tout, de Luigi Pirandello, Théâtre d'art de Moscou, ms Anatoly Vassiliev.
- 1994 : La Chanson du mal-aimé, d'après Guillaume Apollinaire, Théâtre du Conservatoire de Lausanne, ms André Steiger.
- 1994-1995 : Horace, de Pierre Corneille, Théâtre de la Bellone, ms Jean-François Politzer.
- 1994-1995 : Dans le château de Barbe-bleue, d'après Charles Perrault, Théâtre des Brigittines et Théâtre de l'Ancre, ms Frédérique Lecomte.
- 1995 : Le Testament, de François Villon, Théâtre du Conservatoire de Lausanne, ms André Steiger.
- 1995 : Le Pique-nique de Claretta, de René Kalisky, Théâtre de la Vie, ms Jean-François Politzer.
- 1995 : Federico II de Ulserico Pesce, Théâtre Colosseo (Rome), ms de l'auteur.
- 1996 : Une mort irrégulière de Béatrix Beck, Une mort très douce d'après Simone de Beauvoir, et La Place d'après Annie Ernaux, trois pièces en alternance, seule en scène, Théâtre Balsamine, ms Jean-François Politzer[1].
- 1997-1999 : Sous le chapeau d'Henri, de Philippe Leonard et Sylvie de Braekeleer, Théâtre Isocèle, ms Sylvie de Braekeleer. Coup de cœur du Festival d'Huy, Tournée en France.
- 2001-2002 : Independence de Lee Blessing, adapt. François Bouchereau, Théâtre Compagnie Yvan Baudoin-Lesly Bunton, ms Yvan Baudoin.
- 2000-2004 : Il castigo senza vendetta de Lope de Vega, Teatro di Roma et tournée, ms Alessio Bergamo.
- 2006-2007 : Baudelaire ou le Voyage du désir coécriture avec Yves Bical, Théâtre Poème, ms Christian Léonard.
- 2007 : Les Faits et Dits de Jean Molinet, de Jean Molinet, Théâtre Poème, ms Emile Lanc.
- 2008 : Souffle couple souple qui s'accouple de Pierre-Albert Birot, Théâtre Poème, ms Monique Dorsel.
- 2008-2009 : L'Homme assis dans le couloir de Marguerite Duras, Théâtre Poème, ms Enzo Pezzella.
- 2007-2010 : Les Corps vivants de Pierre Mertens, Théâtre Poème, ms Sue Blackwell.
- 2013 : La Déclaration de Jacques Sojcher et Axelle Maricq, Théâtre de la Samaritaine, ms Axelle Maricq et Dominique Tack.
- 2022 : Les Passagers de Frédéric Krivine, Théâtre du Chêne Noir, Festival d'Avignon, avec Emmanuel Salinger, ms Laurent Capelluto. Reprise au Théâtre Le Public de Bruxelles (40 représentations en septembre-octobre 2022, avec Benoit Verhaert).

### Autrice
- 1990 : Une vie, c'est une vie : seule en scène, à l'heure de mourir, Marguerite Habran, une vieille liégeoise, revoit les grands moments de sa petite vie, Prix du Syndicat du Livre.
- 2010 : Liquidation : Une femme séjournant dans un hôtel découvre que tous ses anciens amants y sont également clients.
- 2011 : Hôtel 711, monologue : une femme dans une chambre d'hôtel attend que son homme revienne. Elle finit par se souvenir qu'elle l'a tué.
- 2009-2013 : La Déclaration, avec Jacques Sojcher : Un auteur séducteur et vieillissant et une femme idéaliste se rencontrent autour d'une déclaration. Représentée au Festival de Seneffe, au Théâtre des Martyrs en 2012, au Théâtre de la Samaritaine du 4 au 15 juin 2013.

## Filmographie

### Télévision
- 2012 : Un village français, saison 4, épisodes 26 à 36, diffusion sur France 3 au printemps 2012. Rôle de Rita (principale invitée de la saison). Épisodes réalisés par Philippe Triboit et Patrice Martineau, scénarios de Frédéric Krivine et son atelier d'écriture.
- 2014 : Un village français, saison 6, épisodes 49 à 60, diffusion sur France 3 en 2015. Épisodes réalisés par Jean-Philippe Amar et Patrice Martineau.
- 2016 : Un village français, saison 7, épisodes 61 à 66, diffusion sur France 3 en 2016. Épisode 70, diffusion sur France 3 en novembre 2017. Épisodes réalisés par Jean-Philippe Amar.